# František Plodr
František Plodr (28. srpna 1896 Žižkov – 1957) byl český fotbalista, československý reprezentant.

## Sportovní kariéra
V československé reprezentaci hrál v letech 1921–1926, nastoupil šestkrát zpravidla na křídle vedle Jandy a vstřelil jeden gól (v přátelském zápase s Jugoslávií roku 1922). V lize hrál v záloze za Viktorii Žižkov, Slavii Praha a Spartu Praha. Se Slavií získal i jeden mistrovský titul, roku 1925.
Byl kamarádem herce Vlasty Buriana, který ho angažoval i do svého divadla, kde hrával menší role. Mezi lety 1926 až 1946 si zahrál i epizodky v 8 filmech. Zřejmě největší z jeho epizodek, byla postava Frantíka Kroužila ve filmu Děti na zakázku (1938), který režíroval herec a režisér Čeněk Šlégl, který společně s ním hrál v divadle Vlasty Buriana.